# Plaça de Sant Agustí Vell
La Plaça de Sant Agustí Vell es troba al barri de Sant Pere, Santa Caterina i la Ribera de Barcelona, a la cruilla dels carrers de Carders i del Portal Nou (antic Camí de França) i els de les Basses de Sant Pere i d'en Tantarantana (antic Rec Comtal). El seu nom prové del convent de frares agustins que s'hi establí l'any 1309, i que fou enderrocat en gran part el segle xviii per a formar els glacis de la Ciutadella. Més endavant es va conèixer com a Plaça de l'Acadèmia, en al·lusió a l'Acadèmia de Matemàtiques destinada especialment a la formació d'enginyers militars, que era instal·lada a l'edifici de la porteria de l'antic convent, transformat en caserna.

## Porxada

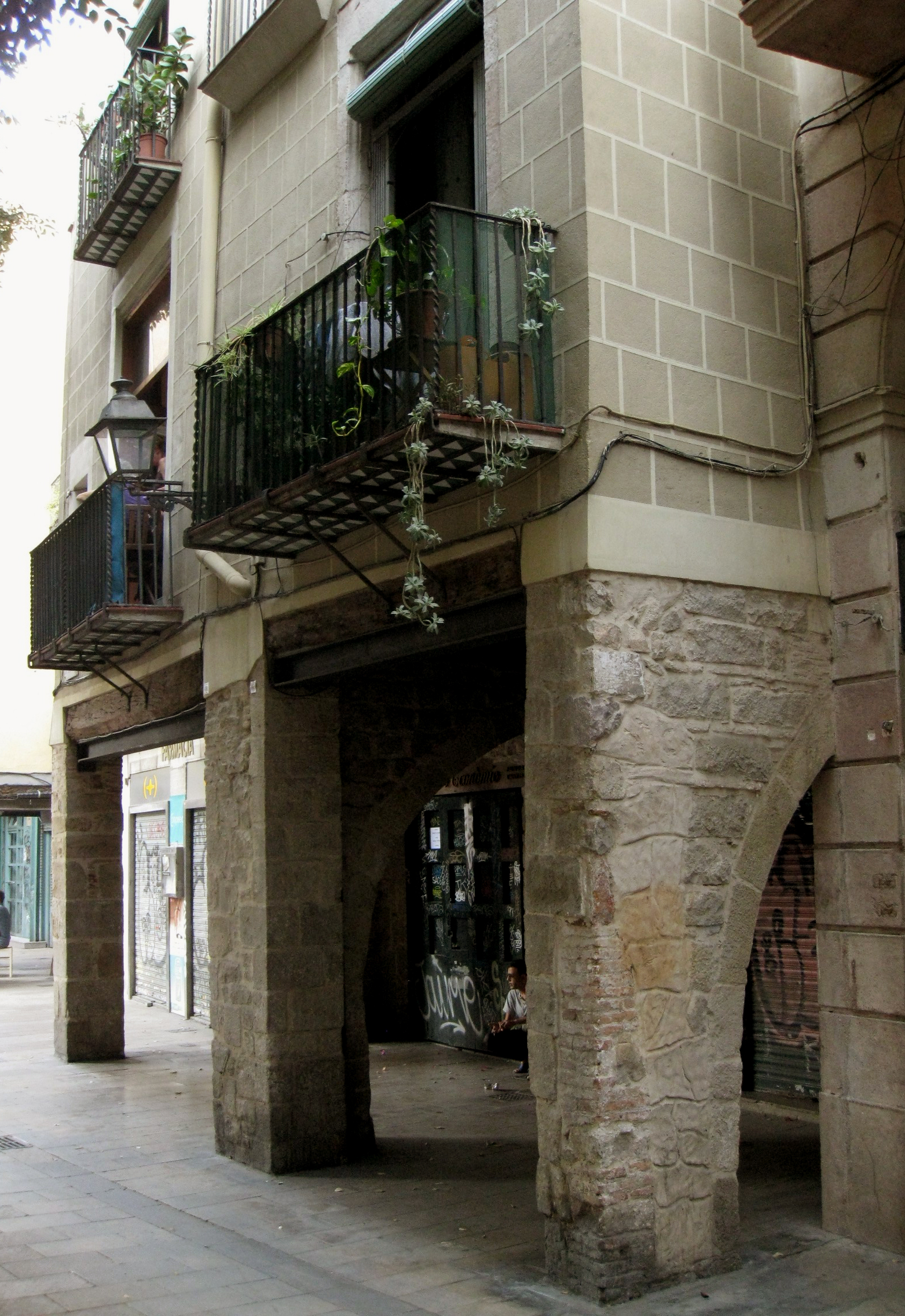
Plaça de Sant Agustí Vell, 13

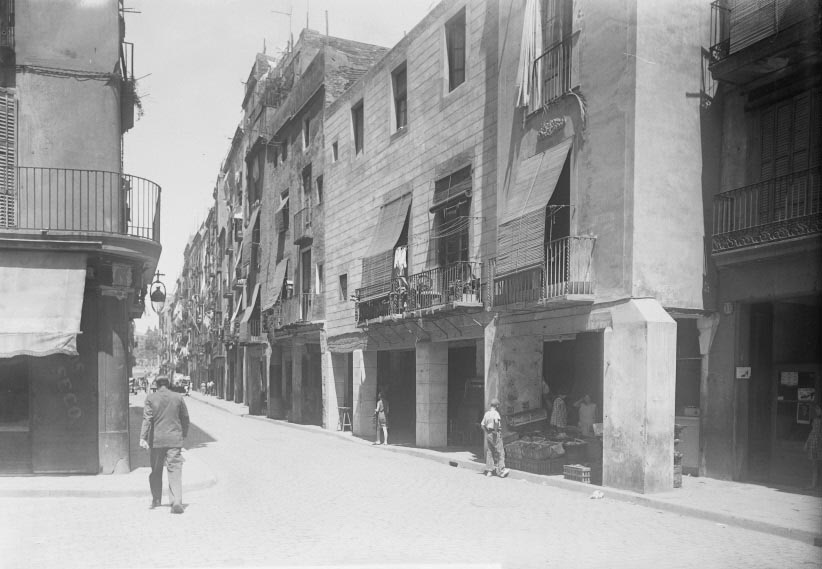
Carrer del Portal Nou, 2-8 i Plaça de Sant Agustí Vell, 10

A la part de llevant de la plaça i estenent-se pel carrer del Portal Nou, hi ha uns porxos, catalogats com a bé cultural d'interès local. Per la seva disposició en diferents mòduls i per certs trets arquitectònics, es pot deduir que han estat bastits en èpoques diverses. El primer i el tercer es poden situar a partir del segle xv o xvi, mentre que el segon s'ha d'anar fins almenys el segle xviii. Els edificis superiors són, en els primers casos, més recents o bé d'obra o bé per aparença de les restauracions. L'estat de conservació de les porxades són prou bones i les façanes han estat recentment restaurades o pintades. L'excepció és el núm. 2 del carrer del Portal Nou, corresponent a l'antiga casa del Gremi de Pellaires, substituïda per un nou edifici que l'ha deixat a la intempèrie.
El conjunt més destacable i alhora també més antic, és el situat al núm. 13 de la plaça. En aquest punt, la porxada està constituïda per una estructura de fusta recolzada sobre uns arcs apuntats, molt massissos i perpendiculars a la façana, que testimonien, pels arcs, una cronologia que es remunta cap al segle xvi. L'edifici, amb la façana a la mateixa línia que la porxada, té una planta baixa comercial enretirada, i tres plantes pis d'habitatges plurifamiliars. A la primera planta hi ha dues obertures amb balcó i una tercera més petita a la dreta. Les dues plantes superiors segueixen el mateix esquema però amb els balcons més retirats a l'esquerra.
Per altra banda, el portal del núm. 10 compta amb grans bigues de fusta recolzades sobre pilars quadrangulars molt massissos. L'edifici superior, molt senzill i estret, pertany a un mòdul similar a l'esmentat anteriorment, té també quatre plantes pis i en alguns trams hi ha decoració geomètrica pintada.
A tocar d'aquests, al carrer del Portal Nou, una porxada recorre els baixos d'un seguit de cases d'amplada i alçada diverses, l'obra de les quals fa patent renovacions que arriben fins als nostres dies i que, probablement, han afectat també els elements del porxo. Aquest té una estructura de bigues de fusta que reposen sobre massissos pilars de pedra i cal suposar que, en un principi, deuria abastar moltes més cases, ja que en queden vestigis en altres construccions de la plaça.